# František Šimon
František Šimon (* 28. April 1953 in Nové Město; † 22. Juli 2016) war ein tschechoslowakischer Skilangläufer.

## Werdegang
Šimon, der für den Dukla Liberec startete, trat international erstmals bei den Nordischen Skiweltmeisterschaften 1974 in Falun in Erscheinung. Dort belegte er den 19. Platz über 15 km und den fünften Platz mit der Staffel. Im folgenden Jahr errang er in Ramsau am Dachstein über 30 km und beim Tatra Pokal in Štrbské Pleso über 25 km jeweils den dritten Platz. In der Saison 1975/76 wurde er in Davos und in Ramsau am Dachstein jeweils Dritter mit der Staffel. Beim Saisonhöhepunkt, den Olympischen Winterspielen im Februar 1976 in Innsbruck lief er auf den 44. Platz über 30 km, auf den 34. Rang über 15 km und auf den zehnten Platz mit der Staffel. Im Januar 1977 siegte er in Kastelruth über 30 km. Bei den Nordischen Skiweltmeisterschaften 1978 in Lahti kam er auf den 40. Platz über 50 km, auf den 28. Rang über 15 km und auf den 11. Platz über 30 km. Zusammen mit Jiří Švub, Milan Jarý und Jiří Beran errang er dort den siebten Platz in der Staffel. Im März 1978 belegte er bei den Svenska Skidspelen in Falun den dritten Platz mit der Staffel und im März 1979 beim Tatra Pokal in Štrbské Pleso jeweils den zweiten Platz über 30 km und 15 km. Bei den Olympischen Winterspielen 1980 in Lake Placid lief er auf den 40. Platz über 15 km, auf den 36. Rang über 30 km und auf den 27. Platz über 50 km. In der Staffel mit Miloš Bečvář, Jiří Švub und Jiří Beran kam er auf den neunten Platz. Sein letztes bei Weltmeisterschaften absolvierte er bei den Nordischen Skiweltmeisterschaften 1982 in Oslo. Dort errang er den 43. Platz über 15 km, den 34. Platz über 30 km und den 23. Platz über 50 km.
Bei tschechoslowakischen Meisterschaften siegte Šimon viermal über 15 km (1975, 1977, 1978, 1980), fünfmal über 30 km (1977, 1978, 1980, 1981, 1982), dreimal über 50 km (1976, 1978, 1982) und sechsmal mit der Staffel von Dukla Liberec (1973, 1975, 1977, 1978, 1980, 1981). Im Jahr 1975 wurde er Dritter und 1980 und 1983 jeweils Zweiter über 50 km, 1975 und 1979 jeweils Zweiter über 30 km, 1981 Zweiter über 15 km und 1976 und 1982 Zweiter mit der Staffel.

## Teilnahmen an Weltmeisterschaften und Olympischen Winterspielen

### Olympische Spiele
- 1976 Innsbruck: 10. Platz Staffel, 34. Platz 15 km, 44. Platz 30 km
- 1980 Lake Placid: 9. Platz Staffel, 27. Platz 50 km, 36. Platz 30 km, 40. Platz 15 km

### Nordische Skiweltmeisterschaften
- 1974 Falun: 5. Platz Staffel, 19. Platz 15 km
- 1978 Lahti: 7. Platz Staffel, 11. Platz 30 km, 28. Platz 15 km, 40. Platz 50 km
- 1982 Oslo: 23. Platz 50 km, 34. Platz 30 km, 43. Platz 15 km